# Sassi (Maria Antonietta)
Sassi è il terzo album in studio della cantautrice Maria Antonietta, pubblicato nel marzo 2014 da La Tempesta Dischi.

## Tracce
1. Galassie – 2:50
2. Abbracci – 2:13
3. Tra me e tutte le cose – 2:50
4. Giardino comunale – 2:42
5. Ossa – 1:58
6. Ombra – 2:39
7. Decido per sempre – 3:10
8. Animali – 3:35
9. Diavolo – 2:30
10. Molto presto – 3:14